# Nana Ichise
Nana Ichise (født 4. august 1997) er en japansk fodboldspiller. Hun er medlem af Japans kvindefodboldlandshold.

## Japans fodboldlandshold
| Japans landshold | Japans landshold | Japans landshold |
| År               | Kmp              | Mål              |
| ---------------- | ---------------- | ---------------- |
| 2017             | 6                | 0                |
| 2018             | 9                | 0                |
| Total            | 15               | 0                |